# Vietnamochloa aurea
Vietnamochloa aurea är en gräsart som beskrevs av Jan Frederik Veldkamp och R.Nowack. Vietnamochloa aurea ingår i släktet Vietnamochloa och familjen gräs. Inga underarter finns listade i Catalogue of Life.